# Pão com Manteiga
Pão com manteiga foi uma banda paulista de rock progressivo e música experimental formada em 1976 pelos músicos Paulo Som (Vocais, Viola, Violão), Johnny (vocalista e guitarrista), Pierre (Baixo elétrico e Back-Vocal), Gilberto (Teclados e Banjo) e Edison (Bateria e Efeitos). Eles gravaram apenas um álbum homônimo em 1976. O disco, lançado em formato LP pelo selo Continental Records, é conceitual e aborda o mundo fantasioso de Avalon e faz criticas a sociedade moderna.
Mesmo depois de 4 décadas após terem terminado, a banda saiu do ostracismo por ter sido citada no livro "Lindo Sonho Delirante vol. 2 – 100 discos audaciosos do Brasil (1976 – 1985)", de autoria do pesquisador musical paulista Bento Araújo. Em 2012, o álbum apareceu na lista "7 registros obscuros da música nacional", do Altnewspaper.

## Discografia
- 1976 - Pão com Manteiga (LP - selo "Continental Records")

### Faixas do Álbum
| Lado A |                                   |                                             |         |  |
| N.º    | Título                            | Compositor(es)                              | Duração |  |
| 1.     | "Mister Drá"                      | Pierre / Paulo Som / Jorge Lemos            |         |  |
| 2.     | "Merlin"                          | Pierre / Paulo Som / Johnny                 |         |  |
| 3.     | "Flor Felicidade"                 | Pierre / Paulo Som / Johnny                 |         |  |
| 4.     | "Micróbio do Universo"            | Paulo Som / Pierre / Édison Edisol / Johnny |         |  |
| 5.     | "Montanha Púrpura (instrumental)" | Pierre / Paulo Som / Gilberto               |         |  |
| 6.     | "Multi-átomos"                    | Paulo Som / Pierre/ Johnny                  |         |  |

| Lado B |                       |                                        |         |  |
| N.º    | Título                | Compositor(es)                         | Duração |  |
| 7.     | "Serzinho Sem Medo"   | Paulo Som /Pierre / Francisco A. Eugen |         |  |
| 8.     | "Cavaleiro Lancelot"  | Pierre / Paulo Som / Johnny            |         |  |
| 9.     | "História do Futuro"  | Pierre / Paulo Som / Johnny            |         |  |
| 10.    | "A Feiticeira"        | Pierre / Paulo Som                     |         |  |
| 11.    | "Fugindo do Planeta"  | Pierre / Paulo Som / Johnny            |         |  |
| 12.    | "Virgem de Andrómeda" | Paulo Som / Pierre / Édison Edisol     |         |  |